# Turkestanische Armee
Die Turkestanische Armee (russisch Туркестанская армия Turkestanskaja armija) war eine Streitmacht der Weißen Armee an der Transkaspischen Region während des russischen Bürgerkrieges.

## Entstehung
Auf Befehl des Oberbefehlshabers der Streitkräfte Südrusslands, Generalleutnant Anton Iwanowitsch Denikin, wurde die Turkestanische Armee als integraler Bestandteil der Streitkräfte im Süden Russlands gegründet. Die Turkestanische Armee wurde mit finanzieller und logistischer Unterstützung der britischen Militärmission in Turkestan, Generalmajor Wilfrid Malleson, in Aşgabat aufgestellt. Im April und Juni 1919 wurden die britischen Truppen größtenteils aus der transkaspischen Region abgezogen und das Kommando ging an die Streitkräfte Südrusslands.

## Einsatz
Die turkestanische Armee wurde von den stärksten antisowjetischen Basmatschi-Truppen des Chiwa-Diktators Junaid Khan unterstützt. Auf Vorschlag des Hauptquartiers der Streitkräfte Südrusslands sollte die Turkestanische Armee aus der Region Krasnowodsk nach Taschkent und Werny vorrücken.
Im Mai und Juli 1919 kamen die bolschewistischen Einheiten dieser Offensive zuvor und nahmen am 21. Mai Baýramaly, am 23. Mai Mary, am 24. Mai Serhetabat, am 7. Juli Tejen und am 9. Juli Aşgabat ein. Teile der Turkestanische Armee wurden bis zum Kaspischen Meer zurückgeworfen und erlitten am 19. Oktober 1919 bei der Aydin eine weitere schwere Niederlage. Dabei kapitulierten mehr als 1.000 Soldaten. Die Turkestanische Armee wurde vom 2. bis zum 7. Dezember 1919 in der Region Kazandzhik fast vollständig besiegt.
Der Befehlshaberwechsel der Turkestanischen Armee brachte nicht den gewünschten Erfolg. Eine Niederlage folgte der anderen und schließlich wurden die Reste der Armee Anfang 1920 zu einer Gruppe zusammengefasst, welche im Gebiet von Krasnowodsk eingekesselt wurde. Am 6. Februar 1920 wurden die Reste der Turkestanischen Armee auf Schiffen der Kaspischen Flottille der Streitkräfte Südrusslands von Krasnowodsk nach Dagestan evakuiert und die Stadt von den Bolschewiki besetzt. Ein kleiner Teil wanderte auf englischen Schiffen nach Persien aus. Der Krieg zwischen der Weißen und der Roten Armee in Westturkestan endete, ebenso zwei Monate später in Semirechye in Ostturkestan.

## Gliederung
Am 1. Mai 1919 setzte sich die Turkestanische Armee aus den folgenden Truppenteilen zusammen:
- Transkaspische Gemeinsame Infanteriedivision (Generalmajor Lasarew)
  - 1. Regiment
  - Turkestanisches Regiment
  - Dagestanische Kavalleriedivision
  - Reservebataillon
  - Ossetische Kavalleriehundertschaft
  - Kavallerie-Partisanen-Division
  - Kaukasische Artilleriedivision
  - Transkaspische Artilleriedivision
  - Ingenieurbüro
  - Kizil-Arvat-Eisenbahntrupp
  - Panzerzug Dosorny
  - Panzerzug General Kornilow
  - Panzerzug Partisan polkownik Tschernezow
  - Panzerzug Tri Muschketera
  - Panzerzug Grosa
- Turkestanische Schützendivision (Generalmajor Litwinow)
- Kavalleriedivision (Generalmajor Oras-Chan-Serdar)

## Personal
| Dienstezeit                       | Dienstgrad      | Name                               | Bild |
| --------------------------------- | --------------- | ---------------------------------- | ---- |
| 10. April 1919 – 22. Juli 1919    | Generalleutnant | Ippolit Wiktorowitsch Sawizki      |      |
| 22. Juli 1919 – 8. Oktober 1919   | Generalleutnant | Alexander Alexandrowitsch Borowski |      |
| 8. Oktober 1919 – 6. Februar 1920 | Generalleutnant | Boris Iljitsch Kasanowitsch        |      |